# Thirteen Ghosts
Thirteen Ghosts (även känd under titeln 13 Ghosts och stiliserad THIR13EN Ghosts) är en amerikansk-kanadensisk skräckfilm från 2001, samt en remake på skräckfilmen 13 spöken från 1960. Filmen hade biopremiär i USA den 26 oktober 2001, samt i Sverige den 11 januari 2002. Filmen är regisserad av Steve Beck, som i denna film gör regissördebut. Filmens huvudroller spelas av Tony Shalhoub, Embeth Davidtz, Matthew Lillard, Shannon Elizabeth, Alec Roberts, Rah Digga och F. Murray Abraham.

## Handling
Filmen handlar om hur änkemannen Arthur Kriticos och hans två barn Kathy och Bobby en dag flyttar in i ett mystiskt hus, som Arthur har fått ärva från sin döde farbror Cyrus. I detta hus finns också tolv spöken, som farbror Cyrus tidigare har fångat och spärrat in, och som dessutom är tänkta till att användas i en typ av seans för att komma åt Djävulens makt. Och det är bara en tidsfråga, innan ett trettonde spöke kommer in i familjens hus.

## Rollista
- Tony Shalhoub – Arthur Kriticos
- Embeth Davidtz – Kalina Oretzia
- Matthew Lillard – Dennis Rafkin
- Shannon Elizabeth – Kathy Kriticos
- Alec Roberts – Bobby
- JR Bourne – Ben Moss
- Rah Digga – Maggie Bess
- F. Murray Abraham – Cyrus Kriticos